# 피란 (화합물)
피란(영어: pyran)은 5개의 탄소 원자와 1개의 산소 원자로 구성된 2개의 이중 결합을 가지고 있는 6원자 헤테로고리 화합물이다. 피란은 옥신(영어: oxine)이라고도 불리며, 분자식은 C5H6O이다. 이중 결합의 위치에 따라 2가지 피란 이성질체가 존재한다. 2H-피란에서 포화 탄소는 2번 위치에 존재하며, 4H-피란에서 포화 탄소는 4번 위치에 존재한다.
4H-피란은 2-아세톡시-3,4-다이하이드로-2H-피란의 열분해를 통해 1962년에 처음으로 분리되고, 특징지어졌다. 4H-피란은 특히 공기의 존재 하에서 너무 불안정한 것으로 밝혀졌다. 4H-피란은 상응하는 다이하이드로피란 및 피릴륨 이온으로 쉽게 불균형화되며, 이는 수성 매질에서 쉽게 가수분해된다.
피란 자체는 화학에서 거의 의미가 없지만, 피란의 많은 유도체들은 피라노플라보노이드와 같은 생물학적으로 중요한 분자이다.
피란이라는 용어는 종종 포화된 고리 유사체에도 적용되는데, 이는 테트라하이드로피란(옥세인)으로 보다 적절하게 지칭된다. 이와 관련하여 6원자 고리를 가지고 있는 단당류는 피라노스라고 한다.

## 같이 보기
- 퓨란
- 푸르푸랄
- 피론
- 싸이오피란